# Кукљин
Кукљин је насељено место града Крушевца у Расинском округу. Према попису из 2022. било је 1250 становника (према попису из 1991. било је 2068 становника).

## Историја
До Другог српског устанка Кукљин (тада Куклин) се налазио у саставу Османског царства. Након Другог српског устанка Кукљин улази у састав Кнежевине Србије и административно је припадао Јагодинској нахији и Темнићској кнежини све до 1834. године када је Србија подељена на сердарства.

### Порекло становништва
Према пореклу ондашње становништво Кукљина из 1905. године, може се овако распоредити:
- Староседеоца има 4 породице са 26 кућа.
- Из шире околине има 12 породица са 79 кућа.
- Из Жупе има 9 породица са 55 кућа.
- Из Врањског краја има 3 породице са 27 кућа.
- Из Топлице има 4 породице са 26 кућа.
- Из околине Ниша има 2 породице са 14 кућа.
- Из околине Краљева има 1 породица са 14 кућа.
- Из околине Сокобање има 1 породица са 7 кућа.
- Косовско-метохијских досељеника има 1 породица са 7 кућа.
- Из околине Рашке има 1 породица са 5 кућа.
- Непознато порекло има 1 породица са 5 кућа. (подаци датирају из 1905. године[2])

## Занимљивости
Кукљин је приказан као село "Петловац" у популарној домаћој серији Село гори а баба се чешља.
У овом селу је рођен и Звонко Миленковић - Сисоје, главни певач групе Рокери с Мораву

## Демографија
У насељу Кукљин живи 1501 пунолетни становник, а просечна старост становништва износи 44,1 година (42,7 код мушкараца и 45,4 код жена). У насељу има 464 домаћинства, а просечан број чланова по домаћинству је 3,87.
Ово насеље је великим делом насељено Србима (према попису из 2002. године), а у последња три пописа, примећен је пад у броју становника.
|  |

| Демографија | Демографија | Демографија |
| Година      | Становника  | Становника  |
| ----------- | ----------- | ----------- |
| 1948.       | 2.131       |             |
| 1953.       | 2.244       |             |
| 1961.       | 2.230       |             |
| 1971.       | 2.141       |             |
| 1981.       | 2.136       |             |
| 1991.       | 2.068       | 1.994       |
| 2002.       | 1.794       | 1.921       |

| Етнички састав према попису из 2002.‍ | Етнички састав према попису из 2002.‍ | Етнички састав према попису из 2002.‍ | Етнички састав према попису из 2002.‍ | Етнички састав према попису из 2002.‍ |
| ------------------------------------ | ------------------------------------ | ------------------------------------ | ------------------------------------ | ------------------------------------ |
|                                      |                                      |                                      |                                      |                                      |
| Срби                                 | Срби                                 |                                      | 1.782                                | 99,33%                               |
| Македонци                            | Македонци                            |                                      | 4                                    | 0,22%                                |
| Црногорци                            | Црногорци                            |                                      | 2                                    | 0,11%                                |
| Хрвати                               | Хрвати                               |                                      | 2                                    | 0,11%                                |
| Словенци                             | Словенци                             |                                      | 1                                    | 0,05%                                |
| непознато                            | непознато                            |                                      | 3                                    | 0,16%                                |

| Кукљин у пописима Јагодинске нахије — од 1818. до 1829.                           |       |       |       |       |       |       |          |       |       |       |       |       |
| Година пописа                                                                     | 1818. | 1819. | 1820. | 1821. | 1822. | 1823. | 1824/25. | 1825. | 1826. | 1827. | 1828. | 1829. |
| Куће                                                                              | 103   | 117   | 113   | 113   | 112   | 109   | 114      | 111   | 110   | 122   | 121   | 120   |
| Пореске главе*                                                                    | -     | 129   | 124   | 126   | 125   | 126   | 124      | 173   | 115   | 117   | 121   | 113   |
| Арачке главе**                                                                    | 219   | 252   | 284   | 267   | 262   | 261   | 282      | 297   | 288   | 312   | 313   | 308   |
| *Пореске главе = Ожењени мушкарци \| ** Арачке главе = Мушкарци од 7 до 70 година |       |       |       |       |       |       |          |       |       |       |       |       |

| Година пописа     | 1948. | 1953. | 1961. | 1971. | 1981. | 1991. | 2002. |
| ----------------- | ----- | ----- | ----- | ----- | ----- | ----- | ----- |
| Број домаћинстава | 435   | 450   | 502   | 500   | 496   | 487   | 464   |

| Број чланова      | 1  | 2  | 3  | 4  | 5  | 6  | 7  | 8 | 9 | 10 и више | Просек |
| ----------------- | -- | -- | -- | -- | -- | -- | -- | - | - | --------- | ------ |
| Број домаћинстава | 57 | 89 | 68 | 67 | 70 | 70 | 32 | 8 | 2 | 1         | 3,87   |

| Пол    | Укупно | Неожењен/Неудата | Ожењен/Удата | Удовац/Удовица | Разведен/Разведена | Непознато |
| ------ | ------ | ---------------- | ------------ | -------------- | ------------------ | --------- |
| Мушки  | 749    | 160              | 516          | 51             | 20                 | 2         |
| Женски | 806    | 105              | 522          | 156            | 17                 | 6         |
| УКУПНО | 1.555  | 265              | 1.038        | 207            | 37                 | 8         |

| Пол    | Укупно                    | Пољопривреда, лов и шумарство | Рибарство                            | Вађење руде и камена | Прерађивачка индустрија       |
| ------ | ------------------------- | ----------------------------- | ------------------------------------ | -------------------- | ----------------------------- |
| Мушки  | 379                       | 108                           | 0                                    | 1                    | 158                           |
| Женски | 203                       | 86                            | 0                                    | 0                    | 45                            |
| УКУПНО | 582                       | 194                           | 0                                    | 1                    | 203                           |
| Пол    | Производња и снабдевање   | Грађевинарство                | Трговина                             | Хотели и ресторани   | Саобраћај, складиштење и везе |
| Мушки  | 8                         | 20                            | 43                                   | 9                    | 10                            |
| Женски | 1                         | 0                             | 27                                   | 6                    | 4                             |
| УКУПНО | 9                         | 20                            | 70                                   | 15                   | 14                            |
| Пол    | Финансијско посредовање   | Некретнине                    | Државна управа и одбрана             | Образовање           | Здравствени и социјални рад   |
| Мушки  | 0                         | 2                             | 8                                    | 3                    | 4                             |
| Женски | 2                         | 2                             | 1                                    | 11                   | 17                            |
| УКУПНО | 2                         | 4                             | 9                                    | 14                   | 21                            |
| Пол    | Остале услужне активности | Приватна домаћинства          | Екстериторијалне организације и тела | Непознато            | Непознато                     |
| Мушки  | 2                         | 0                             | 0                                    | 3                    | 3                             |
| Женски | 0                         | 0                             | 0                                    | 1                    | 1                             |
| УКУПНО | 2                         | 0                             | 0                                    | 4                    | 4                             |